# Aspasmogaster
Aspasmogaster is een geslacht van straalvinnige vissen uit de familie van schildvissen (Gobiesocidae).

## Soorten
De volgende soorten zijn bij het geslacht ingedeeld:
- Aspasmogaster costata (Ogilby, 1885)
- Aspasmogaster liorhyncha Briggs, 1955
- Aspasmogaster occidentalis Hutchins, 1984
- Aspasmogaster tasmaniensis (Günther, 1861)